# Ultra Mobile PC

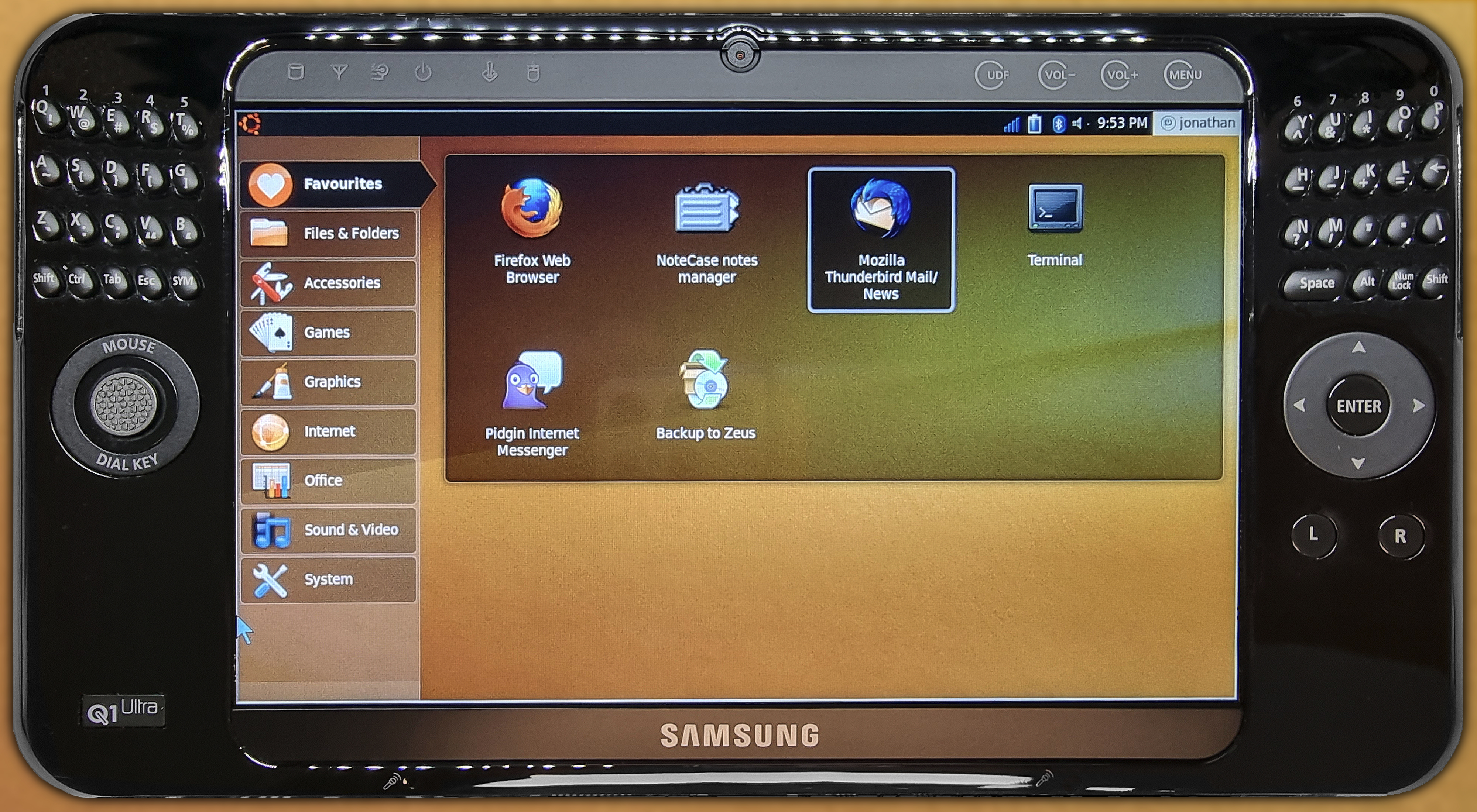
UMPC Q1

Ultra Mobile PC (UMPC) är en ultraportabel PC. Benämningen pyttedator för denna typ av datorer har också använts.
Enligt Microsoft så ska en UMPC ha minst dessa specifikationer:
- Windows XP Tablet Edition 2005, med Windows Touch Pack och senare Windows Vista
- Intel Celeron M, Pentium M, eller en VIA C7-M-processor
- 256MB RAM, eller mer
- 800x480 (minimum) upplösning
- 7" (diagonalt) skärm, eller mindre
- 30 GB hårddisk, eller mer
- Ett pris på 600-1000 amerikanska dollar
- USB, tryckkänslig skärm, WiFi och Bluetooth